# Campanule rhomboïdale
Campanula rhomboidalis
Espèce
La Campanule rhomboïdale ou Campanule à feuilles en losange (Campanula rhomboidalis) est une espèce de plantes vivaces de la famille des Campanulacées.

## Habitats
Bois et pâturages des montagnes.

## Répartition
Espagne, Suisse, Italie septentrionale, France : Haut-Jura ; Alpes ; Pyrénées.